# Turdera
Turdera è una località del partido di Lomas de Zamora, in provincia di Buenos Aires. È situata nel sud della Gran Buenos Aires, a 19 km da Buenos Aires.

## Storia
Turdera è stata fondata ufficialmente il 30 gennaio 1910.